# Vaniljsläktet
Vaniljsläktet (Vanilla) är ett växtsläkte  inom familjen orkidéer med cirka 65–100 arter. De förekommer i tropiska och subtropiska områden i Amerika, Afrika, sydöstra Asien och västra Oceanien.
Vaniljsläktet innehåller klättrande örter som kan vara markväxande eller epifytiska. Vid varje nod utvecklas en rot. Stjälkarna är klängande, förgrenade, akla, cylindriska, tjocka och suckulenta. Bladen är städsegröna, tjocka eller läderartade hos arter med stora blad. Flera arter har blad som är tillbakabildade till fjäll, dessa fjäll faller snart av. Blomstjälkarna kommer i bladvecken och består av täta klasar. Blommorna är stora och praktfulla och öppnar sig en och en under lång tid. De yttre kalkbladen är fria och utbredda. De inre kalkbladen är fria, kölade. Läppen är sammanväxt vid basen med könspelaren, enkel eller flikig och invikt till ett rör. Spetsen är utbredd med varierande form och färg. Könspelaren är utdragen. Frukten är ett långsmalt läderartad bär, men kallas i vardaligt tal för kapsel. Fröna är små och hårda.

## Vanilj
Det är i huvudsak tre arter av vaniljsläktet som odlas för produktion av vanilj. Oftast är det vaniljorkidén (Vanilla planifolia) som odlas, men även pomponavanilj (V. pompona) och tahitivanilj (V. tahitiensis) odlas kommersiellt.
Släktnamnet Vanilla diminutiv av spanskans vaina som betyder slida, skida, hylsa; av latinets vagina. 